# Cançó de lluita
La Cançó de lluita o Cant de redempció és una cançó valenciana, amb lletra de Maximilià Thous i Llorens, fill de Maximilià Thous i Orts, i música composta per Miquel Asensi i Martín en 1922. És considerat, juntament amb Vent de Ponent com un dels himnes del valencianisme polític.
Va ser reivindicat sobretot pels valencianistes dels anys 20 i 30 del segle xx, que demanaven la seua oficialització en substitució de l'Himne de l'Exposició, escrit inicialment en castellà i en un to claudicador front les reivindicacions valencianistes.

## Lletra
| Valencians, fa temps que ens allunyàrem oblidant que tots érem germans. Ajuntem-nos, que ja arriba l'hora de ser lliures i ser valencians. Ja sobre els camps d'Europa per tot arreu esclaten les flors que són el símbol de pàtria i llibertat. I mentres altres cullen els fruits de la victòria, el Poble de València no deu estar parat. Valencians, defensem nostra terra contra lladres, botxins i tirans. Ajuntem-nos, que ja arriba l'hora de ser lliures i ser valencians. Malgrat grillons i sabres, por i traïdories, redolarà per terra un vergonyós passat. Alcem-nos i enfortim-lo contra els qui l'alienen El nostre Poble es vessa al crit de llibertat. Valencians, defensem nostra terra contra lladres, botxins i tirans. Ajuntem-nos, que ja arriba l'hora de ser lliures i ser valencians. Valencians, fa temps que ens allunyàrem oblidant-nos que tots érem germans. Ajuntem-nos, que ja arriba l'hora de ser lliures i ser valencians. |